# ヘビーウェイトチャンプ
ヘビーウェイトチャンプ（Heavyweight Champ）は、セガが1976年に稼働をしたボクシングゲーム。ゲーム史上初の対戦アクションゲームだと考えられている。

## 概要
オリジナル版は1976年に稼働。キャッチコピーは「強烈なパンチ 一発ボデーに命中……ダウン！」。
リメイク版が1987年に稼働されている。ゲームギア版は1991年12月27日に発売された。1987年のアーケード版は可動筐体を使った体感ゲームであり、キャッチコピーは「K.O.パンチだ全身体感！」。
オリジナル版は視点がサイドビューのゲームだったが、1987年のリメイク版ではボクサーの後ろにカメラを置いたサードパーソン視点に変更されている。ゲームはどちらもモーションコントローラーを使用しており、ボクシンググローブを模したコントローラーで画面の向こうの相手に実際にパンチを叩き込む。
1976年版の筐体は現存していないと考えられている。
1987年版の筐体も壊れやすい筐体で、現存数は少ない。画面の相手にパンチを叩きこむ、要するに握りしめたコントローラーを激しく前後に動かすたびに筐体が激しく揺さぶられるため、筐体の回転部が耐えられず、上半分がもげてモニタ部がコンパネごとゲーセンの床に落ちて粉砕する事故が多発した。グリップ部もかなり壊れやすい。パンチを叩きこむ衝撃で筐体が浮き、プレイするたびに筐体がどんどん前に動いていく（逆に、エンデューロレーサーの筐体はウイリーするたびに筐体が後ろに下がっていく）。

## ゲーム内容
1976年稼働のオリジナル版では、サイドビュー視点が採用されている。ボクシンググローブを模した2つのコントローラーを使用していた。2人同時プレイが可能で、プレーヤーが一人ごとに1つのコントローラーを使用し、コントローラーを上下に動かすと、キャラが内側へ移動しながらハイパンチとローパンチを繰り出す。画面は白黒で、背景は無く、キャラのグラフィックスは大きな白黒のスプライト画像を使用していた。
1987年のリメイク版では、自キャラのボクサーの背後からの視点に変更された。またプレーヤーは、両手に1つずつ、計2つのパンチコントローラーを使用することになり、1人プレイ専用になった。左右の手でコントローラーを握りしめて、おもいっきりパンチを繰り出すと、プレイヤーの力がマイキャラに伝達され、対戦相手のキャラクターにヒットすれば、大きなダメージを与えられる。1ラウンドあたり3分間の試合で各対戦相手を倒すことになる。プレーヤーは、自キャラのボクサーを左右に動かすために筐体を回転させることができる。
パンチの種類は、ストレート、フック、アッパーがある。
- ストレート - 相手の顔またはボディに向かってパンチを繰り出すだけで出せる技。よく当たるが、与えられるダメージは小さい[6]。
- フック - 筐体を右または左に動かしながらパンチを繰り出す。与えられるダメージは中程度[6]。
- アッパー - コントローラをいったん下ろして、押し上げるようにしてパンチを繰り出す。なかなか相手に当たらないが、ヒットすると最高のダメージを与えられる[6]。

## 評価
1987年版はアメリカの各ゲーム雑誌で高評価を受けたが、筐体の可動部分が筐体の寿命に負担をかけるかもしれない点が心配された。

## 関連作品
北米マスターシステム版の『James "Buster" Douglas Knockout Boxing』は、アメリカ国外では『Heavyweight Champ』の名称で発売された。サイドビュー視点を採用している他はアーケード版とは関係のないゲーム内容である。あまり高い評価は受けていない。日本でのみゲームギアに移植されている。
1991年にセガが発売したアーケードゲーム『タイトルファイト』は、左右のパンチコントローラーを使用するほか、ゲーム内容も1987年版の『ヘビーウェイトチャンプ』と似たものである。2人プレイにはデュアルモニター筐体を使用する。

## 参照
1. ↑  “Heavyweight Champ (1976) Release Information for Arcade Games - GameFAQs”. Gamefaqs.com. 2017年10月8日閲覧。
2. ↑  “Heavyweight Champ arcade video game pcb by SEGA Enterprises, Ltd. (1987)”. Arcade-history.com. 2017年10月8日閲覧。
3. 1 2 3  Spencer, Spanner, The Tao of Beat-'em-ups, EuroGamer, Feb 6 2008, Accessed Feb 23, 2009
4. ↑  Ashcraft, Brian, (2008) Arcade Mania! The Turbo-Charged World of Japan's Game Centers, (Kodansha International), p. 94
5. ↑  Nadia Oxford, 20 Years of Street Fighter, 1UP.com, 12/11/2007
6. 1 2 3 4 5 6 7 8  あしたのYAS「ビデオゲーム・ラボ：ヘビーウエイトチャンプ」『Beep』1987年11月号（第3巻11号通巻37号）、日本ソフトバンク、1987年11月1日、67頁。雑誌17659-11。
7. ↑  “Heavyweight Champ”. Ultimate History of Video games. 2017年10月8日閲覧。
8. ↑  “Vintage Game Consoles: An Inside Look at Apple, Atari, Commodore, Nintendo, and the Greatest Gaming Platforms of All Time”.   CRC Press (2014年2月24日). 2017年10月8日閲覧。
9. ↑  “Heavyweight Champ (1987)”.   International Arcade Museum. 2012年1月3日閲覧。
10. ↑  "Heavyweight Champ". Advanced Computer Entertainment. March 1988. p. 26.
11. ↑  "Heavyweight Champ. Commodore User. December 1987. p. 144
12. ↑  Kelly, Nick. "Heavyweight Champ. Commodore User. January 1988.
13. ↑  Heavyweight Championship Boxing. Mean Machines. Issue 7. pp 58-59.
14. ↑  Heavyweight Champ. Raze. Issue 9. p. 54.
15. ↑  Heavyweight Championship Boxing. CVG's Complete Guide to Sega. pp. 95-96.
16. ↑  Title Fight.  Killer List of Video Games. Retrieved January 3, 2013.